# Додатък към Санктпетербургските сравнителни речници на всички езици и наречия, с особен оглед към български език
„Додатък към Санктпетербургските сравнителни речници на всички езици и наречия, с особен оглед към български език“ излиза в печатно издание в началото на 1822 година във Виена, столицата на Австрийската империя, като приложение към вестника „Новине Србске“.
Негов автор е сръбският езиковед Вук Караджич, който обаче е използвал изцяло ръкописа на Марко Георгиевич от 1821 година, като е променил правописа на автора съобразно своите възгледи. Съдържа образци от българския език, а именно 27 народни песни (продиктувани от българин от Разлога), превод от Евангелието и по-точно притчата за милостивия самарянин, както и притчата за блудния син.
Българите, предоставили сравнителни филологически образци от българския речников фонд на Вук Караджич, са Марко Георгиевич, Михаил Герман и Пантелей Хаджистоилов.

## Значение
Авторът вероятно е подбуден за съставянето на речника от Ерней Копитар и Йозеф Добровски. Ръкописът на български, използван от Караджич,се пази в Копитаровата сбирка в Любляна. В началната епоха от развоя на славистиката все още няма общоприето гледище по въпроса за етническата или народностната основа на езика на Кирил и Методий, тоест на старобългарския език. Практически, до това време още от XVII век всички южнославянски езици са означавани с неутралния термин илирийски език (южнославянски).

## Предисловие
По време на въстанието в Белградския пашалък под водачеството на Карагеорги Петрович, Караджич се запознава с българи, участници във въстанието. По-късно Караджич пише и биография на хайдут Велко.
Преди това си свое допълнение сръбският книжовник издава през 1814 г. първата съвременна Граматика на сръбския език, а през 1818 г. и Сръбски речник.

## Правопис
Първата част съдържа сравнение на думи от руския, илирийския и сръбския език по Санктпетербургските речници от ляво, а от дясно преводи на сръбски и български според Вук Караджич. Българските думи са написани с лична ортография създадена от него, базирана на сръбската. Тя съдържа всички сръбски букви заедно с още две, именно ъ и ѐ. ѐ не съществува в днешния книжовен език, а е характерна за разложкия говор и се произнася между /а/ и /е/, близо до гласната в английската дума "cat". Буквите ћ и ђ се произнасят не като в сръбския език, а като македонските букви ќ и ѓ. Членът от мъжки род не е -ът, а -о, както в разложкия говор. По този правопис, думата „яйце“ би била написана „јајце“

## Преводи
Първият превод на новобългарски език на допълнението към Санктпетербургските сравнителни речници на всички езици и наречия, публикувано от Вук Караджич във Виена през 1822 г., е дело на Димитър Маринов от 1887 г.
Вторият превод на допълнението към първия сравнителен речник на всички езици и наречия е от оригинала от 1822 година и се намира в книгата „Вук Караджич за българите и европейската българистика“ на Илия Конев.
Третият превод на „Додатака“ е направен през 2015 година от Диян Д. Желязков. Публикуван е в книгата: „Додатак“-ът на Вук Караджич от 1822 година, фотокопийно представен и преведен от Диян Желязков.